# Bazaruto
Bazaruto (portugiesisch Ilha do Bazaruto) ist eine sandige Insel, die etwa 80 Kilometer südöstlich der Mündung des Flusses Save in Mosambik liegt. Hauptort ist Asneira an der Westküste.

## Geographie
Der Bazaruto-Archipel befindet sich zwischen Vilankulo und Inhassoro (Provinz Inhambane), etwa zehn Kilometer von der Küste entfernt. Er gehört zum Distrikt Vilanculos der Provinz Inhambane.
Bazaruto ist, neben Magaruque, Benguerra und St. Carolina, eine Hauptinsel der Inselgruppe.
Die Insel ist von Nord nach Süd 31 km lang und bis zu 6 km breit. 
Die Gewässer um die Insel sind artenreich, unter anderem leben dort die vom Aussterben bedrohten Gabelschwanzseekühe und der Chinesische Weiße Delfin.

## Geschichte
Noch unter portugiesischer Kolonialverwaltung wurde 1971 der Nationalpark Parque Nacional do Bazaruto eingerichtet, mit den Inseln Benguerra, Magaruque und Bangué, und den beiden mit besonderem Beobachtungsstatus ausgestatteten Inseln Bazaruto und Santa Carolina. 2001 ordnete die mosambikanische Regierung den Nationalpark neu und vergrößerte ihn. Seither trägt er die offizielle Bezeichnung Parque Nacional do Arquipélago do Bazaruto und ist einer der sechs Nationalparks in Mosambik (Stand 2020).
Im Februar 2007 wurde Bazaruto vom Zyklon Favio heimgesucht.

## Einzelnachweise

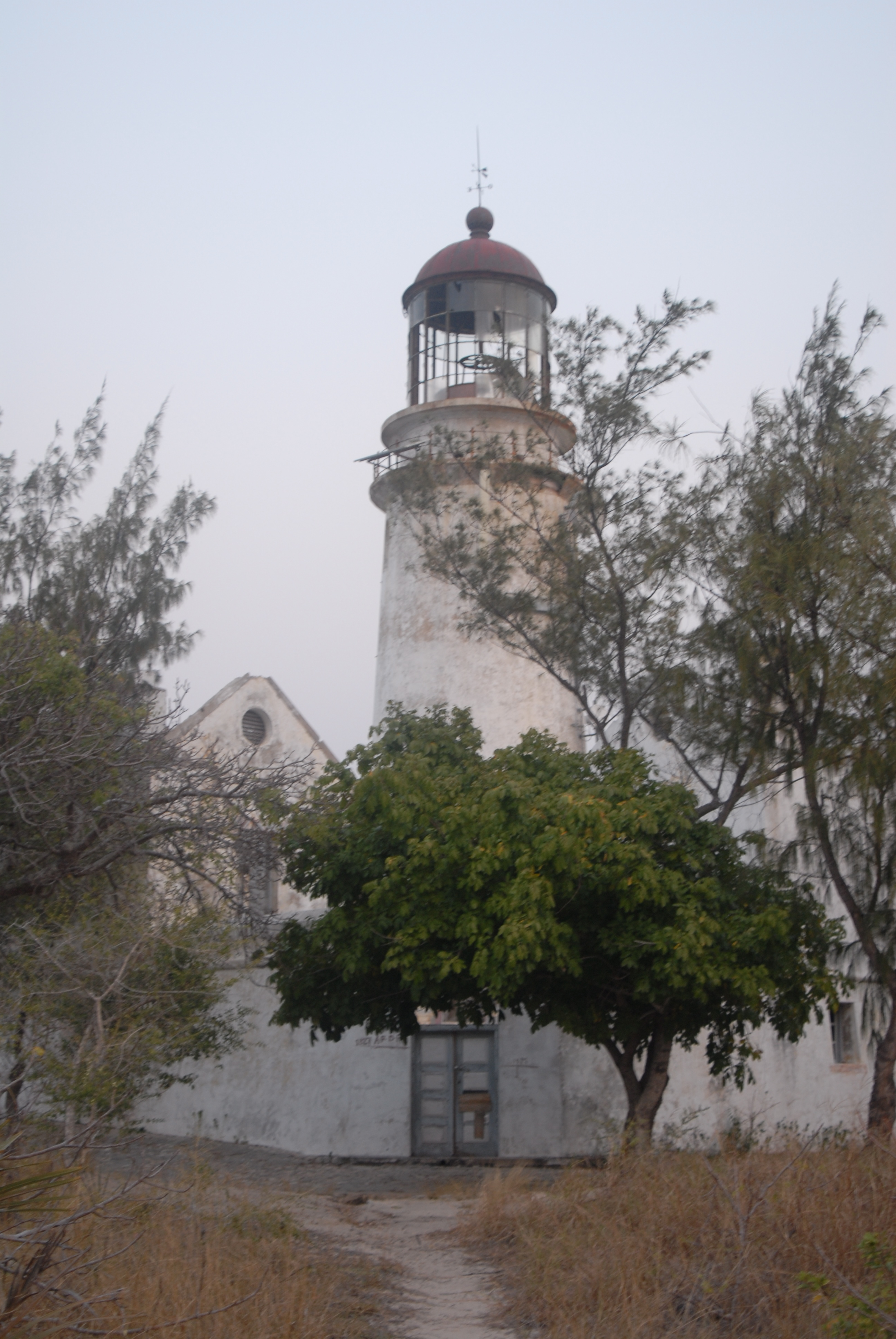
Leuchtturm von Bazaruto
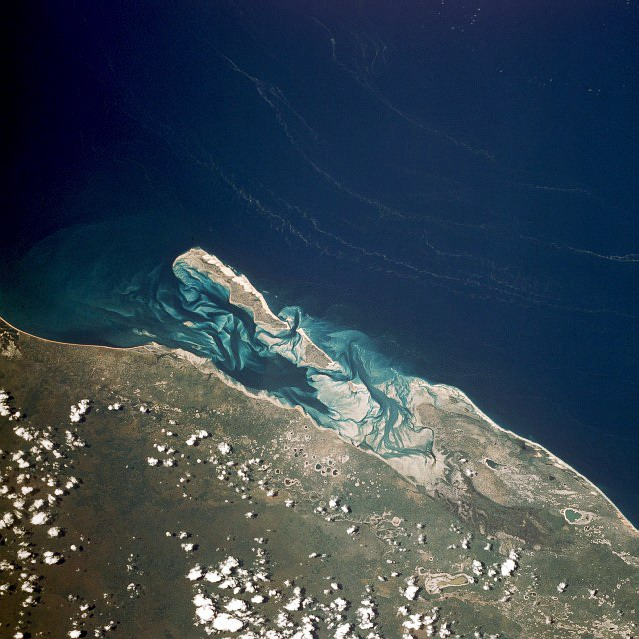
Bazaruto vom Weltraum aus, März 1990